# Национальный банк Дании
Национальный банк Дании (дат. Danmarks Nationalbank) — центральный банк Королевства Дания. Является членом Европейской системы Центральных банков, однако не входит в Еврозону. Банк выпускает национальную валюту страны — датскую крону. Целью Национального банка Дании, как независимого и авторитетного учреждения, является обеспечение стабильности национальной валюты. На Совете управляющих банка лежит вся ответственность за монетарную политику. Национальный банк Дании берёт на себя все функции, связанные с управлением государственного долга Дании. Распределение ответственности изложено в соглашении между национальным банком и Министерством финансов.
Банк был учреждён 1 августа 1818 года королём Фредериком VI. Частный банк получил 90-летнюю монополию на валютные операции, которая, в 1907 году, была продлена до 1938 года. В 1914 году Национальный банк стал единственным банком, который проводил операции правительства. Полностью независимым от правительства финансовое учреждение стало в 1936 году.
Здание банка было спроектировано Арне Якобсеном в сотрудничестве с Гансом Диссингом и Отто Ветлингом. После смерти Якобсена его компания, сменив название на «Dissing + Weitling», завершила строительство. Здание Национального банка Дании в Копенгагене построено в 1965—1970 годах по проекту архитектора Арне Якобсена.

## Управление
Руководящими органами банка являются: совет управляющих (Repræsentantskabet), совет директоров (Bestyrelse), дирекция (Direktion).
Дирекция состоит из трёх членов. Главой дирекции является руководитель (direktør), назначаемый королём. Двое других назначаются Советом директоров. Дирекция отвечает за повседневное управление банком, несёт исключительную ответственность за разработку и текущую корректировку денежно-кредитной политики.
Совет директоров состоит из 7 человек, 2 из них назначаются министром экономики, остальные — избираются советом управляющих из своего состава. Обычно выбор нового состава проводится таким образом, чтобы в состав совета директоров попали представители и правительства, и оппозиции. Члены совета директоров избираются сроком на один год. В обязанности совета директоров входит информирование о важных аспектах деятельности банка, контроль за планированием аудита, анализ основных рисков, проведение ежеквартальных проверок, разработка рекомендаций совета директоров. Совет директоров собирается десять раз в год.
Совет управляющих состоит из 25 членов, 8 избираются парламентом из числа его членов, 2 назначаются министром экономики, остальные 15 избираются самим советом управляющих с учётом наличия у кандидатов необходимых знаний, а также обеспечения географического и профессионального представительства. Совет управляющих осуществляет надзор за соблюдением банком законов и подзаконных актов, утверждает годовую отчётность. Совет управляющих обычно собирается один раз в квартал.

## Логотип
Официальным логотипом банка еще с начала XIX века является вариант датского герба, на котором изображены провинции Шлезвиг и Гольштейн. Две эти провинции были утрачены в результате Второй войны за Шлезвиг и банк остаётся единственным государственным учреждением, которое всё ещё использует логотип с этими провинциями. С конца XIX века монеты, выпущенные банком, имеют сердцевидный фирменный знак монетного двора. До этого времени в качестве фирменного знака использовали королевскую корону.